# Гізем Бозкурт
Гізем Бозкурт (тур. Gizem Bozkurt, 23 травня 1993) — турецька плавчиня.